# Friedhilde Trüün

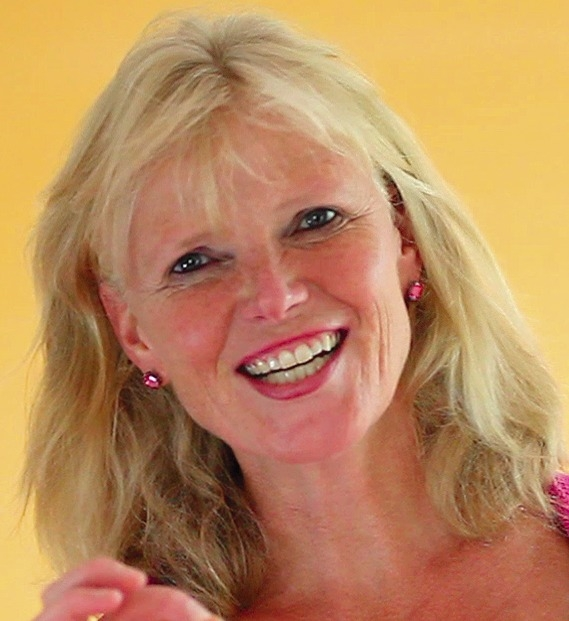
Friedhilde Trüün (2012)

Friedhilde Trüün (* 16. März 1961 in Nordhorn) ist eine deutsche Kinderstimmpädagogin und Kirchenmusikerin.

## Biographie
Friedhilde Trüün wurde als erste Tochter des Viehhändlers und Organisten Jan-Harm Trüün und der Hausfrau Gertrud Trüün geboren. Nach dem Abitur am Gymnasium Nordhorn schloss sich ein Kirchenmusik-Studium an der Kirchenmusikschule Herford (B-Examen) an. Schon während Schulzeit und Studium war Friedhilde Organistin und Chorleiterin in Laar, ihrer Heimatgemeinde, sowie in Wilsum und Nordhorn.
Nach dem Hochschulabschluss 1984 übernahm sie Kantorenstellen in Westerkappeln (1984–1986) und Reutlingen (1986–2002), wo sie sich in besonderem Maße der Kinderchorarbeit widmete. Berufsbegleitend bildete sie sich in dieser Zeit im Bereich Kinderchorleitung und Kinderstimmbildung an der Bundesakademie für musikalische Jugendbildung in Trossingen (1986–1988), bei Kurt Hofbauer in Wien (1994) sowie bei Hans Michael Beuerle in Freiburg (1995/96) fort.
Von 2003 bis 2008 wirkte Trüün als Akademiedozentin an der Landesakademie für die musizierende Jugend in Baden-Württemberg in Ochsenhausen im Bereich der Fortbildung für Lehrer und Erzieher zum Thema „Singen mit Kindern“. Hinzu kamen Gastdozenturen an Hochschulen und Akademien in Karlsruhe, Freiburg, Berlin, Saarbrücken, Bayreuth, Aachen, Würzburg, Trossingen und Wolfenbüttel sowie Seminarleitungen und Fortbildungsveranstaltungen bei verschiedenen kirchlichen, öffentlichen und privaten Trägern, so z. B. bei der Werkwoche der Erzdiözese Freiburg, dem Verband evangelische Kirchenmusik in Württemberg, der bundesweiten Initiative „Zukunftsmusiker“ bzw. „Singende Kindergärten“, die 2012 mit dem Deutschen Kulturförderpreis ausgezeichnet wurde, oder bei der Mentorenausbildung „Singen mit Kindern“ des Ministeriums für Kultus, Jugend und Sport Baden-Württemberg. Auch als Jurymitglied bei Wettbewerben wird Friedhilde Trüün immer wieder angefragt. Zahlreiche Veröffentlichungen als Autorin und Herausgeberin entstanden aus der eigenen praktischen Arbeit mit Kindern in Kindergärten, Schulen und Kinderchören heraus. Insbesondere ihr Konzept der Stimmbildungsarbeit in Kinderchören mithilfe von Stimmbildungsgeschichten („SingSangSong“) stieß auf große positive Resonanz.
Seit 2009 ist Trüün Dozentin für Kinderchorleitung und Stimmbildung an der Evangelischen Hochschule für Kirchenmusik Tübingen. In dieser Funktion hält sie nicht nur Seminare für Studierende, sondern leitet selbst die Kinderchöre „Tübinger Neckarschwalben“. Wichtig ist es ihr, auch „singferne“ Bevölkerungsschichten zu erreichen. Davon zeugen ihre Projekte mit Erziehungshilfeschülern im Rahmen der Stiftung Präventive Jugendhilfe. Ihr 2012 erschienenes Buch „Komm, sing mit mir. Denn jedes Kind kann singen lernen“ möchte das Singen möglichst früh in die Familien hineintragen. Diesem Zweck dient auch das von Friedhilde Trüün geprägte alljährliche Großeltern-Eltern-Kind-Singen O-Ma-Ki (Opa – Mama – Kind). Aufsehen erregte das 2010 erstmals initiierte Projekt „SingBach“, bei dem Friedhilde Trüün mit 200–300 Drittklässlern unterschiedlichster Herkunft Bachsche Melodien sang.
Im Dezember 2015 wurde sie zur Honorarprofessorin an der Evangelischen Hochschule für Kirchenmusik Tübingen ernannt.

## Veröffentlichungen
- Zeitgenössische Musik mit Jugendlichen. In: Musik und Kirche. Heft 3/1997, S. 147ff.
- Konfirmanden singen und rappen. Luthers Katechismus einmal anders. In: Anknüpfen – Impulse aus der Konfirmandenarbeit in Württemberg. 4/2000, S. 50ff.
- Kinderchorarbeit in Reutlingen. In: Württembergische Blätter für Kirchenmusik. 2/2000, S. 12ff.
- SingSangSong. Praktische Stimmbildung für 4–8-jährige in 10 Geschichten. Stuttgart, Carus-Verlag (24.018), 2002.
- Karaoke und Musikantenstadl? Wider die Verarmung und Verkümmerung des aktiven Singens. In: Festschrift 125 Jahre Verband Kirchenmusik in Württemberg. 2/2002, S. 108 ff.
- Singen beginnt im Kopf. Entscheidung im Kindergartenalter. In: Musik und Kirche. 3/2005, S. 180ff.
- Stück für Stück nach Bethlehem. Ein kommentiertes Singspielverzeichnis für die Weihnachtszeit. Carus-Verlag (24.019), Stuttgart 2006.
- Vom Brummer zum Caruso. Entdeckung und Entwicklung der Kopfstimme bei Kindern – ab Klasse 1. In: Musik in der Grundschule. 1/2007, S. 16ff.
- SingSangSong II. Praktische Stimmbildung für 4–12-jährige in 15 Geschichten. Carus-Verlag (24.012), Stuttgart 2008.
- DVD SingSangSong Stimmbildung für Kinder. Video-Workshop, Carus-Verlag (24.018/96), Stuttgart 2009.
- Aus den Ohren verloren. Erzieherinnen und „Musik-fachfremd-Unterrichtende“ durch Stimmbildung unterstützen. In: vox humana. 3/2009, S. 33ff.
- Die schönsten deutschen Kinderlieder. Carus/Reclam, Stuttgart 2011.
- Bewegen und Singen mit Kindern im Kindergartenalter. In: Jahreskongress Bundesverband Deutscher Gesangspädagogen. 2011, S. 56ff.
- Komm, sing mit mir. Denn jedes Kind kann singen lernen. Carus/Reclam, Stuttgart 2012.
- Trude und der Zauberblick. Stimmbildung verpackt in fantasievolle Geschichten und Bilder. In: Forschung, Wissen, Praxis. Kongressbericht 10. Leipziger Symposium zur Kinder- und Jugendstimme (Schriftenreihe „Die Kinder- und Jugendstimme“, hg. von Michael Fuchs, Bd. 7), Logos, Berlin 2013, S. 145ff.[8]
- SingBach – Ein Singprojekt mit Grundschulkindern. In: Orff Schulwerk Informationen (Orff-Schulwerk Forum Salzburg), 88/2013, S. 46ff.[9]
- Singen kann gelingen. Umgang mit Stimmschwächen. In: PaMina. Musikpraxis in der Grundschule 24/2013, S. 9ff.
- Eine neue Qualität des Lebens. Singen mit Kindern. In: Musik und Kirche 4/2013, S. 268ff.
- SingBach. Liederheft für Kinder, 2013.